# Quercus turbinella
Quercus turbinella — вид рослин з родини букових (Fagaceae); поширений на південному заході США й на півночі Мексики.

## Опис
Досягає 4 метрів заввишки, але найчастіше це кущистий, звивистий дуб; його численні підземні пагони простягаються на 500 м навколо головного кореня. Кора блідо-сіра, шорстка, тріщиниста. Молоді гілочки волохаті, гладкі, червоно-коричневі; старші гілочки темно-сірі, голі. Листки 1.5–3.5 × 1–2 см, вічнозелені, довгасті або еліптичні, товсті, жорсткі, шкірясті; верхівка загострена; основа округла або злегка серцеподібна; край дещо хвилястий, іноді цілий, частіше з 3–8 парами гострих зубів; верх безволосий, синьо-зелений; низ жовто-зелений з пучками сплощених залозистих і зірчастих розсіяних волосків. Жолуді поодинокі або кілька, на ніжці 10–40 мм; горіх світло-коричневий, яйцюватий, до 20 × 11 мм, трохи запушений або голий; чашечка напівкуляста або неглибоко чашоподібна, з глибиною 4–6 мм і шириною 8–12 мм, вкриває 1/4–1/2 горіха; дозріває в 1 рік у липні — вересні.
Період цвітіння: березень — червень.

## Середовище проживання
Поширення: Мексика (Нижня Каліфорнія, Чихуахуа, Сонора); США (Аризона, Каліфорнія, Колорадо, Невада, Нью-Мексико, Техас, Юта).
Мешкає в напівпосушливих, нижньо-гірських районах чапаралей, чагарникових пустель, дубових рідколісь і дубово-соснових лісів. Росте на висотах 500–2000 м.

## Використання
Жолуді їдять різні птахи, а також американський олень чорнохвостий. Корінні народи також використовують жолуді Q. turbinella для їжі, а його деревину для виготовлення інструментів.

## Загрози й охорона
Великих загроз немає. За даними Міжнародного центру охорони ботанічних садів, цей вид зустрічається в межах 30 ботанічних садів і дендропарків світу.

## Галерея

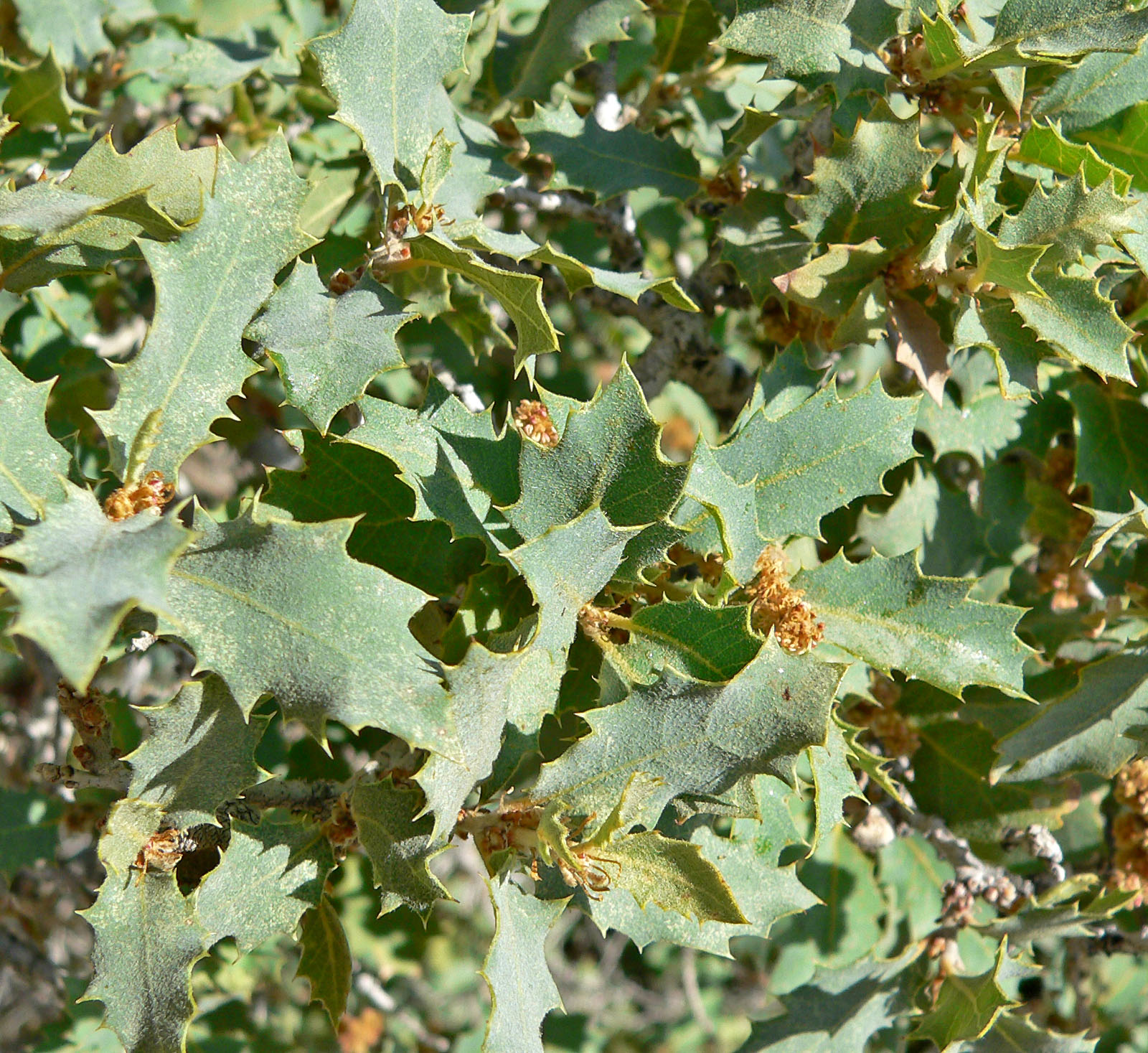
листки
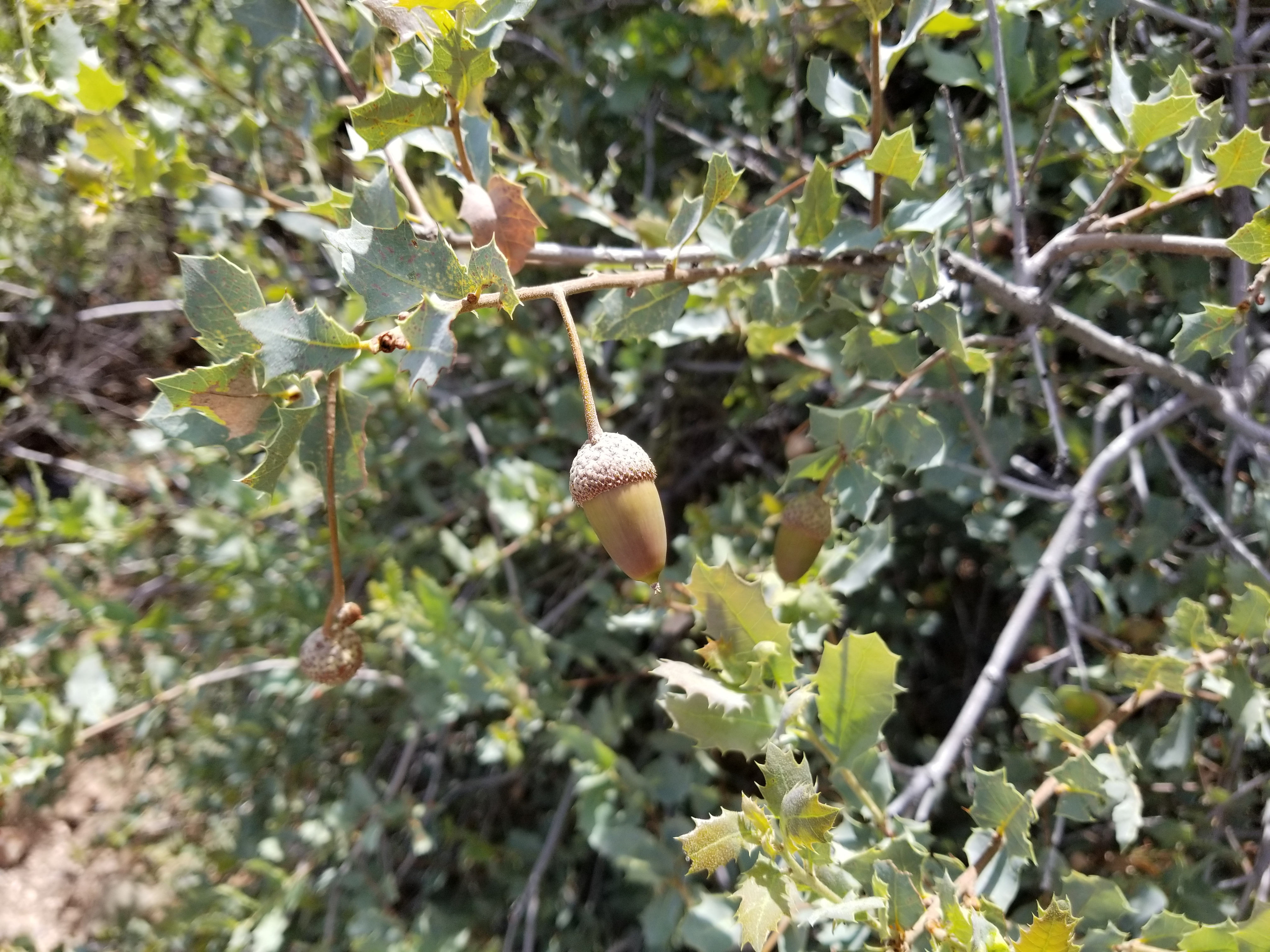
жолуді